# Санта Марија ди Пјека (Мачерата)
Санта Марија ди Пјека је насеље у Италији у округу Мачерата, региону Марке.
Према процени из 2011. у насељу је живело 39 становника. Насеље се налази на надморској висини од 467 м.